# 1020
Portal Geschichte | Portal Biografien | Aktuelle Ereignisse | Jahreskalender | Tagesartikel

◄ |
10. Jahrhundert |
11. Jahrhundert
| 12. Jahrhundert | ►

◄ |
990er |
1000er |
1010er |
1020er
| 1030er | 1040er | 1050er | ►

◄◄ |
◄ |
1016 |
1017 |
1018 |
1019 |
1020
| 1021 | 1022 | 1023 | 1024 | ► | ►►
Staatsoberhäupter  · Nekrolog
| Januar | Januar | Januar | Januar | Januar | Januar | Januar | Januar |
| Kw     | Mo     | Di     | Mi     | Do     | Fr     | Sa     | So     |
| ------ | ------ | ------ | ------ | ------ | ------ | ------ | ------ |
| 53     |        |        |        |        | 1      | 2      | 3      |
| 1      | 4      | 5      | 6      | 7      | 8      | 9      | 10     |
| 2      | 11     | 12     | 13     | 14     | 15     | 16     | 17     |
| 3      | 18     | 19     | 20     | 21     | 22     | 23     | 24     |
| 4      | 25     | 26     | 27     | 28     | 29     | 30     | 31     |

| Februar | Februar | Februar | Februar | Februar | Februar | Februar | Februar |
| Kw      | Mo      | Di      | Mi      | Do      | Fr      | Sa      | So      |
| ------- | ------- | ------- | ------- | ------- | ------- | ------- | ------- |
| 5       | 1       | 2       | 3       | 4       | 5       | 6       | 7       |
| 6       | 8       | 9       | 10      | 11      | 12      | 13      | 14      |
| 7       | 15      | 16      | 17      | 18      | 19      | 20      | 21      |
| 8       | 22      | 23      | 24      | 25      | 26      | 27      | 28      |
| 9       | 29      |         |         |         |         |         |         |

| März | März | März | März | März | März | März | März |
| Kw   | Mo   | Di   | Mi   | Do   | Fr   | Sa   | So   |
| ---- | ---- | ---- | ---- | ---- | ---- | ---- | ---- |
| 9    |      | 1    | 2    | 3    | 4    | 5    | 6    |
| 10   | 7    | 8    | 9    | 10   | 11   | 12   | 13   |
| 11   | 14   | 15   | 16   | 17   | 18   | 19   | 20   |
| 12   | 21   | 22   | 23   | 24   | 25   | 26   | 27   |
| 13   | 28   | 29   | 30   | 31   |      |      |      |

| April | April | April | April | April | April | April | April |
| Kw    | Mo    | Di    | Mi    | Do    | Fr    | Sa    | So    |
| ----- | ----- | ----- | ----- | ----- | ----- | ----- | ----- |
| 13    |       |       |       |       | 1     | 2     | 3     |
| 14    | 4     | 5     | 6     | 7     | 8     | 9     | 10    |
| 15    | 11    | 12    | 13    | 14    | 15    | 16    | 17    |
| 16    | 18    | 19    | 20    | 21    | 22    | 23    | 24    |
| 17    | 25    | 26    | 27    | 28    | 29    | 30    |       |

| Mai | Mai | Mai | Mai | Mai | Mai | Mai | Mai |
| Kw  | Mo  | Di  | Mi  | Do  | Fr  | Sa  | So  |
| --- | --- | --- | --- | --- | --- | --- | --- |
| 17  |     |     |     |     |     |     | 1   |
| 18  | 2   | 3   | 4   | 5   | 6   | 7   | 8   |
| 19  | 9   | 10  | 11  | 12  | 13  | 14  | 15  |
| 20  | 16  | 17  | 18  | 19  | 20  | 21  | 22  |
| 21  | 23  | 24  | 25  | 26  | 27  | 28  | 29  |
| 22  | 30  | 31  |     |     |     |     |     |

| Juni | Juni | Juni | Juni | Juni | Juni | Juni | Juni |
| Kw   | Mo   | Di   | Mi   | Do   | Fr   | Sa   | So   |
| ---- | ---- | ---- | ---- | ---- | ---- | ---- | ---- |
| 22   |      |      | 1    | 2    | 3    | 4    | 5    |
| 23   | 6    | 7    | 8    | 9    | 10   | 11   | 12   |
| 24   | 13   | 14   | 15   | 16   | 17   | 18   | 19   |
| 25   | 20   | 21   | 22   | 23   | 24   | 25   | 26   |
| 26   | 27   | 28   | 29   | 30   |      |      |      |

| Juli | Juli | Juli | Juli | Juli | Juli | Juli | Juli |
| Kw   | Mo   | Di   | Mi   | Do   | Fr   | Sa   | So   |
| ---- | ---- | ---- | ---- | ---- | ---- | ---- | ---- |
| 26   |      |      |      |      | 1    | 2    | 3    |
| 27   | 4    | 5    | 6    | 7    | 8    | 9    | 10   |
| 28   | 11   | 12   | 13   | 14   | 15   | 16   | 17   |
| 29   | 18   | 19   | 20   | 21   | 22   | 23   | 24   |
| 30   | 25   | 26   | 27   | 28   | 29   | 30   | 31   |

| August | August | August | August | August | August | August | August |
| Kw     | Mo     | Di     | Mi     | Do     | Fr     | Sa     | So     |
| ------ | ------ | ------ | ------ | ------ | ------ | ------ | ------ |
| 31     | 1      | 2      | 3      | 4      | 5      | 6      | 7      |
| 32     | 8      | 9      | 10     | 11     | 12     | 13     | 14     |
| 33     | 15     | 16     | 17     | 18     | 19     | 20     | 21     |
| 34     | 22     | 23     | 24     | 25     | 26     | 27     | 28     |
| 35     | 29     | 30     | 31     |        |        |        |        |

| September | September | September | September | September | September | September | September |
| Kw        | Mo        | Di        | Mi        | Do        | Fr        | Sa        | So        |
| --------- | --------- | --------- | --------- | --------- | --------- | --------- | --------- |
| 35        |           |           |           | 1         | 2         | 3         | 4         |
| 36        | 5         | 6         | 7         | 8         | 9         | 10        | 11        |
| 37        | 12        | 13        | 14        | 15        | 16        | 17        | 18        |
| 38        | 19        | 20        | 21        | 22        | 23        | 24        | 25        |
| 39        | 26        | 27        | 28        | 29        | 30        |           |           |

| Oktober | Oktober | Oktober | Oktober | Oktober | Oktober | Oktober | Oktober |
| Kw      | Mo      | Di      | Mi      | Do      | Fr      | Sa      | So      |
| ------- | ------- | ------- | ------- | ------- | ------- | ------- | ------- |
| 39      |         |         |         |         |         | 1       | 2       |
| 40      | 3       | 4       | 5       | 6       | 7       | 8       | 9       |
| 41      | 10      | 11      | 12      | 13      | 14      | 15      | 16      |
| 42      | 17      | 18      | 19      | 20      | 21      | 22      | 23      |
| 43      | 24      | 25      | 26      | 27      | 28      | 29      | 30      |
| 44      | 31      |         |         |         |         |         |         |

| November | November | November | November | November | November | November | November |
| Kw       | Mo       | Di       | Mi       | Do       | Fr       | Sa       | So       |
| -------- | -------- | -------- | -------- | -------- | -------- | -------- | -------- |
| 44       |          | 1        | 2        | 3        | 4        | 5        | 6        |
| 45       | 7        | 8        | 9        | 10       | 11       | 12       | 13       |
| 46       | 14       | 15       | 16       | 17       | 18       | 19       | 20       |
| 47       | 21       | 22       | 23       | 24       | 25       | 26       | 27       |
| 48       | 28       | 29       | 30       |          |          |          |          |

| Dezember | Dezember | Dezember | Dezember | Dezember | Dezember | Dezember | Dezember |
| Kw       | Mo       | Di       | Mi       | Do       | Fr       | Sa       | So       |
| -------- | -------- | -------- | -------- | -------- | -------- | -------- | -------- |
| 48       |          |          |          | 1        | 2        | 3        | 4        |
| 49       | 5        | 6        | 7        | 8        | 9        | 10       | 11       |
| 50       | 12       | 13       | 14       | 15       | 16       | 17       | 18       |
| 51       | 19       | 20       | 21       | 22       | 23       | 24       | 25       |
| 52       | 26       | 27       | 28       | 29       | 30       | 31       |          |

| Januar | Januar | Januar | Januar | Januar | Januar | Januar | Januar |
| Kw     | Mo     | Di     | Mi     | Do     | Fr     | Sa     | So     |
| ------ | ------ | ------ | ------ | ------ | ------ | ------ | ------ |
| 53     |        |        |        |        | 1      | 2      | 3      |
| 1      | 4      | 5      | 6      | 7      | 8      | 9      | 10     |
| 2      | 11     | 12     | 13     | 14     | 15     | 16     | 17     |
| 3      | 18     | 19     | 20     | 21     | 22     | 23     | 24     |
| 4      | 25     | 26     | 27     | 28     | 29     | 30     | 31     |

| Februar | Februar | Februar | Februar | Februar | Februar | Februar | Februar |
| Kw      | Mo      | Di      | Mi      | Do      | Fr      | Sa      | So      |
| ------- | ------- | ------- | ------- | ------- | ------- | ------- | ------- |
| 5       | 1       | 2       | 3       | 4       | 5       | 6       | 7       |
| 6       | 8       | 9       | 10      | 11      | 12      | 13      | 14      |
| 7       | 15      | 16      | 17      | 18      | 19      | 20      | 21      |
| 8       | 22      | 23      | 24      | 25      | 26      | 27      | 28      |
| 9       | 29      |         |         |         |         |         |         |

| März | März | März | März | März | März | März | März |
| Kw   | Mo   | Di   | Mi   | Do   | Fr   | Sa   | So   |
| ---- | ---- | ---- | ---- | ---- | ---- | ---- | ---- |
| 9    |      | 1    | 2    | 3    | 4    | 5    | 6    |
| 10   | 7    | 8    | 9    | 10   | 11   | 12   | 13   |
| 11   | 14   | 15   | 16   | 17   | 18   | 19   | 20   |
| 12   | 21   | 22   | 23   | 24   | 25   | 26   | 27   |
| 13   | 28   | 29   | 30   | 31   |      |      |      |

| April | April | April | April | April | April | April | April |
| Kw    | Mo    | Di    | Mi    | Do    | Fr    | Sa    | So    |
| ----- | ----- | ----- | ----- | ----- | ----- | ----- | ----- |
| 13    |       |       |       |       | 1     | 2     | 3     |
| 14    | 4     | 5     | 6     | 7     | 8     | 9     | 10    |
| 15    | 11    | 12    | 13    | 14    | 15    | 16    | 17    |
| 16    | 18    | 19    | 20    | 21    | 22    | 23    | 24    |
| 17    | 25    | 26    | 27    | 28    | 29    | 30    |       |

| Mai | Mai | Mai | Mai | Mai | Mai | Mai | Mai |
| Kw  | Mo  | Di  | Mi  | Do  | Fr  | Sa  | So  |
| --- | --- | --- | --- | --- | --- | --- | --- |
| 17  |     |     |     |     |     |     | 1   |
| 18  | 2   | 3   | 4   | 5   | 6   | 7   | 8   |
| 19  | 9   | 10  | 11  | 12  | 13  | 14  | 15  |
| 20  | 16  | 17  | 18  | 19  | 20  | 21  | 22  |
| 21  | 23  | 24  | 25  | 26  | 27  | 28  | 29  |
| 22  | 30  | 31  |     |     |     |     |     |

| Juni | Juni | Juni | Juni | Juni | Juni | Juni | Juni |
| Kw   | Mo   | Di   | Mi   | Do   | Fr   | Sa   | So   |
| ---- | ---- | ---- | ---- | ---- | ---- | ---- | ---- |
| 22   |      |      | 1    | 2    | 3    | 4    | 5    |
| 23   | 6    | 7    | 8    | 9    | 10   | 11   | 12   |
| 24   | 13   | 14   | 15   | 16   | 17   | 18   | 19   |
| 25   | 20   | 21   | 22   | 23   | 24   | 25   | 26   |
| 26   | 27   | 28   | 29   | 30   |      |      |      |

| Juli | Juli | Juli | Juli | Juli | Juli | Juli | Juli |
| Kw   | Mo   | Di   | Mi   | Do   | Fr   | Sa   | So   |
| ---- | ---- | ---- | ---- | ---- | ---- | ---- | ---- |
| 26   |      |      |      |      | 1    | 2    | 3    |
| 27   | 4    | 5    | 6    | 7    | 8    | 9    | 10   |
| 28   | 11   | 12   | 13   | 14   | 15   | 16   | 17   |
| 29   | 18   | 19   | 20   | 21   | 22   | 23   | 24   |
| 30   | 25   | 26   | 27   | 28   | 29   | 30   | 31   |

| August | August | August | August | August | August | August | August |
| Kw     | Mo     | Di     | Mi     | Do     | Fr     | Sa     | So     |
| ------ | ------ | ------ | ------ | ------ | ------ | ------ | ------ |
| 31     | 1      | 2      | 3      | 4      | 5      | 6      | 7      |
| 32     | 8      | 9      | 10     | 11     | 12     | 13     | 14     |
| 33     | 15     | 16     | 17     | 18     | 19     | 20     | 21     |
| 34     | 22     | 23     | 24     | 25     | 26     | 27     | 28     |
| 35     | 29     | 30     | 31     |        |        |        |        |

| September | September | September | September | September | September | September | September |
| Kw        | Mo        | Di        | Mi        | Do        | Fr        | Sa        | So        |
| --------- | --------- | --------- | --------- | --------- | --------- | --------- | --------- |
| 35        |           |           |           | 1         | 2         | 3         | 4         |
| 36        | 5         | 6         | 7         | 8         | 9         | 10        | 11        |
| 37        | 12        | 13        | 14        | 15        | 16        | 17        | 18        |
| 38        | 19        | 20        | 21        | 22        | 23        | 24        | 25        |
| 39        | 26        | 27        | 28        | 29        | 30        |           |           |

| Oktober | Oktober | Oktober | Oktober | Oktober | Oktober | Oktober | Oktober |
| Kw      | Mo      | Di      | Mi      | Do      | Fr      | Sa      | So      |
| ------- | ------- | ------- | ------- | ------- | ------- | ------- | ------- |
| 39      |         |         |         |         |         | 1       | 2       |
| 40      | 3       | 4       | 5       | 6       | 7       | 8       | 9       |
| 41      | 10      | 11      | 12      | 13      | 14      | 15      | 16      |
| 42      | 17      | 18      | 19      | 20      | 21      | 22      | 23      |
| 43      | 24      | 25      | 26      | 27      | 28      | 29      | 30      |
| 44      | 31      |         |         |         |         |         |         |

| November | November | November | November | November | November | November | November |
| Kw       | Mo       | Di       | Mi       | Do       | Fr       | Sa       | So       |
| -------- | -------- | -------- | -------- | -------- | -------- | -------- | -------- |
| 44       |          | 1        | 2        | 3        | 4        | 5        | 6        |
| 45       | 7        | 8        | 9        | 10       | 11       | 12       | 13       |
| 46       | 14       | 15       | 16       | 17       | 18       | 19       | 20       |
| 47       | 21       | 22       | 23       | 24       | 25       | 26       | 27       |
| 48       | 28       | 29       | 30       |          |          |          |          |

| Dezember | Dezember | Dezember | Dezember | Dezember | Dezember | Dezember | Dezember |
| Kw       | Mo       | Di       | Mi       | Do       | Fr       | Sa       | So       |
| -------- | -------- | -------- | -------- | -------- | -------- | -------- | -------- |
| 48       |          |          |          | 1        | 2        | 3        | 4        |
| 49       | 5        | 6        | 7        | 8        | 9        | 10       | 11       |
| 50       | 12       | 13       | 14       | 15       | 16       | 17       | 18       |
| 51       | 19       | 20       | 21       | 22       | 23       | 24       | 25       |
| 52       | 26       | 27       | 28       | 29       | 30       | 31       |          |

## Ereignisse

### Politik und Weltgeschehen

#### Heiliges Römisches Reich/Italien

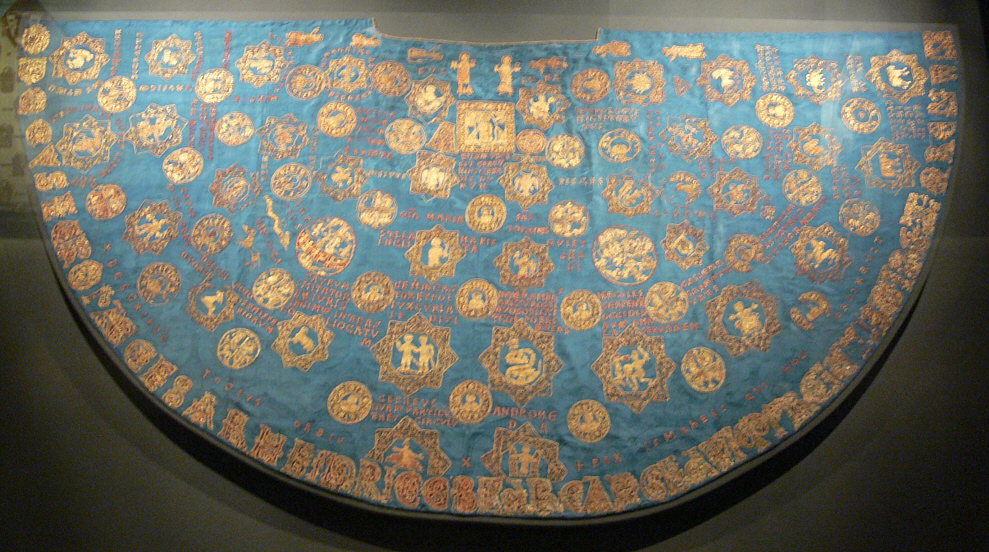
Sternenmantel Heinrichs II.

- Papst Benedikt VIII. besucht zu Ostern Kaiser Heinrich II. in Bamberg. Hintergrund des Besuchs ist der Wunsch des Papstes nach kaiserlicher Hilfe für die Aufständischen gegen die byzantinische Herrschaft in Unteritalien. Auch der Apulier Meles von Bari, der zwei Jahre zuvor eine vernichtende Niederlage erlitten hat, reist nach Bamberg, um den Kaiser um Unterstützung zu bitten. Die geplante Übergabe eines von ihm gestifteten Sternenmantels scheitert jedoch, weil Meles noch vor dem Treffen am 23. April stirbt.
- Normannische Eroberung Süditaliens: Normannen setzen sich in Unteritalien fest.
- Um 1020: Islam in Italien: Armeen der Stadtstaaten Genua und Pisa verdrängen die Araber aus Sardinien.

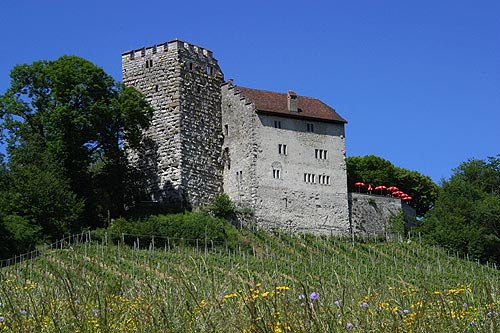
Burg Habsburg

- um 1020/1030: Der Stammsitz der Habsburger, die Burg Habsburg, wird errichtet.

#### Britische Inseln
- Knut der Große verleiht an Godwin von Wessex den Adelstitel Earl of Kent.

#### Fatimidenreich
- Dezember: Der fatimidische Kalif al-Hākim hebt die seit 1009 erfolgte Diskriminierungspolitik gegenüber dem Christentum in seinem Reich auf. Dies beinhaltet auch die vollständige Rückgabe aller bis dahin konfiszierten Kirchengüter und den Wiederaufbau aller abgerissenen Kirchen und Klöster. Einige von ihnen können sogar zum großen Teil mit ihrem originalen Baumaterial wiedererrichtet werden. Auch in Jerusalem dürfen die Christen nun wieder am heiligen Grab beten und Kirchenfeste begehen, wenn auch der Wiederaufbau der Basilika erst unter al-Hakims Nachfolger erfolgt. Den zum Übertritt zum Islam genötigten Beamten wird es freigestellt wieder zur Religion ihrer Väter zurückzukehren. Die alten Schutzgarantien gegenüber der Gemeinde werden erneuert, so dass einige in den Jahren zuvor exilierte Christen nach Ägypten und Syrien zurückkehren.

#### Urkundliche Ersterwähnungen
- 7. April: Otterstadt wird in einer Urkunde des Speyerer Bischofs Walter erstmals urkundlich erwähnt.
- Erste urkundliche Erwähnung von Hardegsen
- um 1020: Friedrich II. von Luxemburg baut die Burg Limburg auf der alten königlichen Grundherrschaft Baelen, die er von seiner Mutter geerbt hat. Diese wird Ursprung der Stadt Limbourg und der Grafschaft bzw. des späteren Herzogtums Limburg.

### Religion

#### Kirchenhierarchie
- Nikephoros I. folgt dem gestorbenen Theophilos I. als orthodoxer Patriarch von Jerusalem.

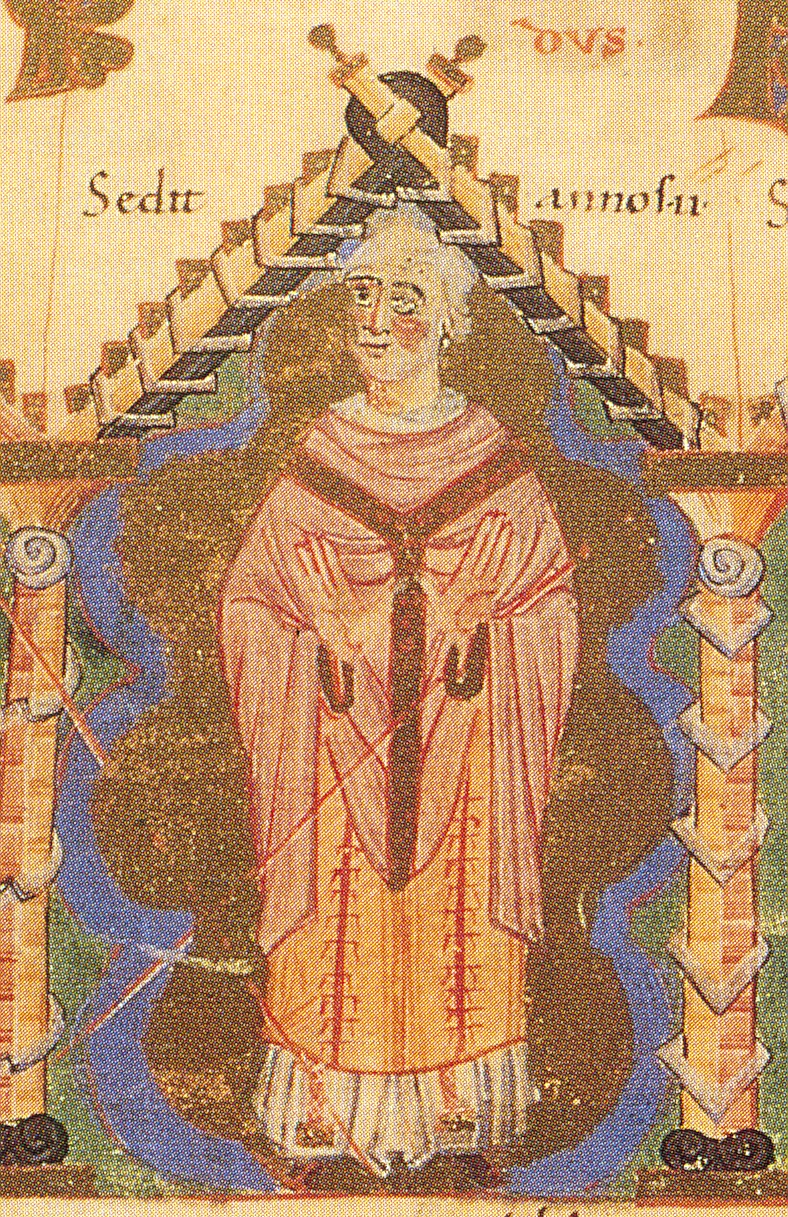
Bischof Vualtherius im Pontifikale Gundekarianum

- Walther wird Fürstbischof von Eichstätt. Er folgt dem im Vorjahr gestorbenen Gundekar I. nach. Auf der Nationalsynode von Bamberg erkennt er indirekt die kirchenrechtliche Sonderstellung des Bistums Bamberg an.
- Poppo wird Abt der Schwesterklöster Stablo und Malmedy. Unter ihm werden sie zu Zentren der von Cluny ausgehenden Reformbewegung.

#### Kirchen und Klöster
- 8. September (Mariä Geburt): Weihe der noch hölzernen ersten Frauenkirche in Dresden durch den böhmischen Priester Přibislav.
- Kaiser Heinrich II. erhebt das 1004 gegründete Stift Göß zur Reichsabtei.

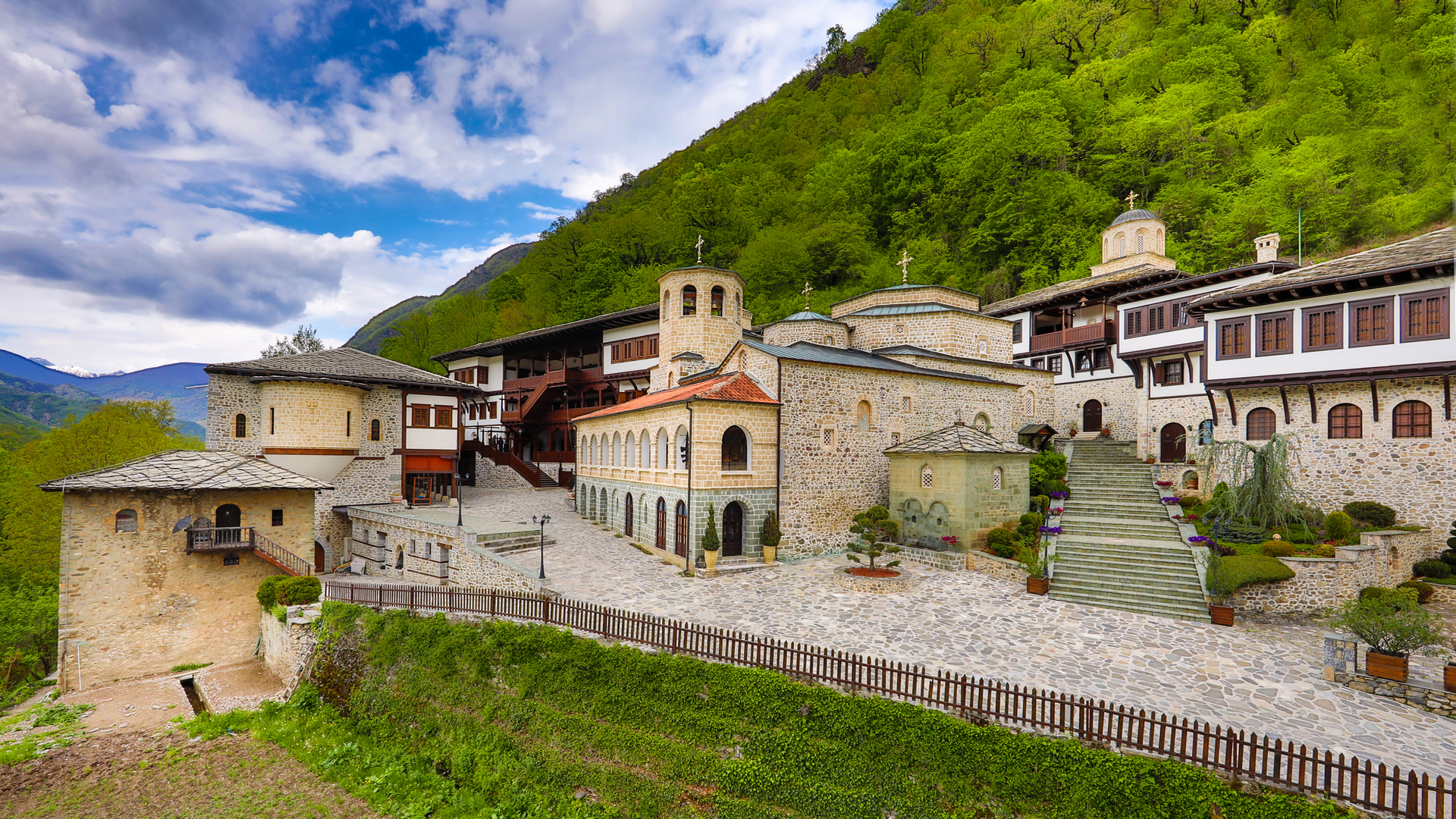
Panorama des Klosters Sveti Jovan Bigorski

- In der Nähe des Ortes Debar wird das orthodoxe Kloster Sveti Jovan Bigorski gegründet. Der Name des Klosters leitet sich von Johannes dem Täufer ab, dem das Kloster geweiht ist. Der Beiname Bigorski stammt vom Tuffgestein (mazedonisch: bigor), das als Baumaterial verwendet wird.

#### Codex

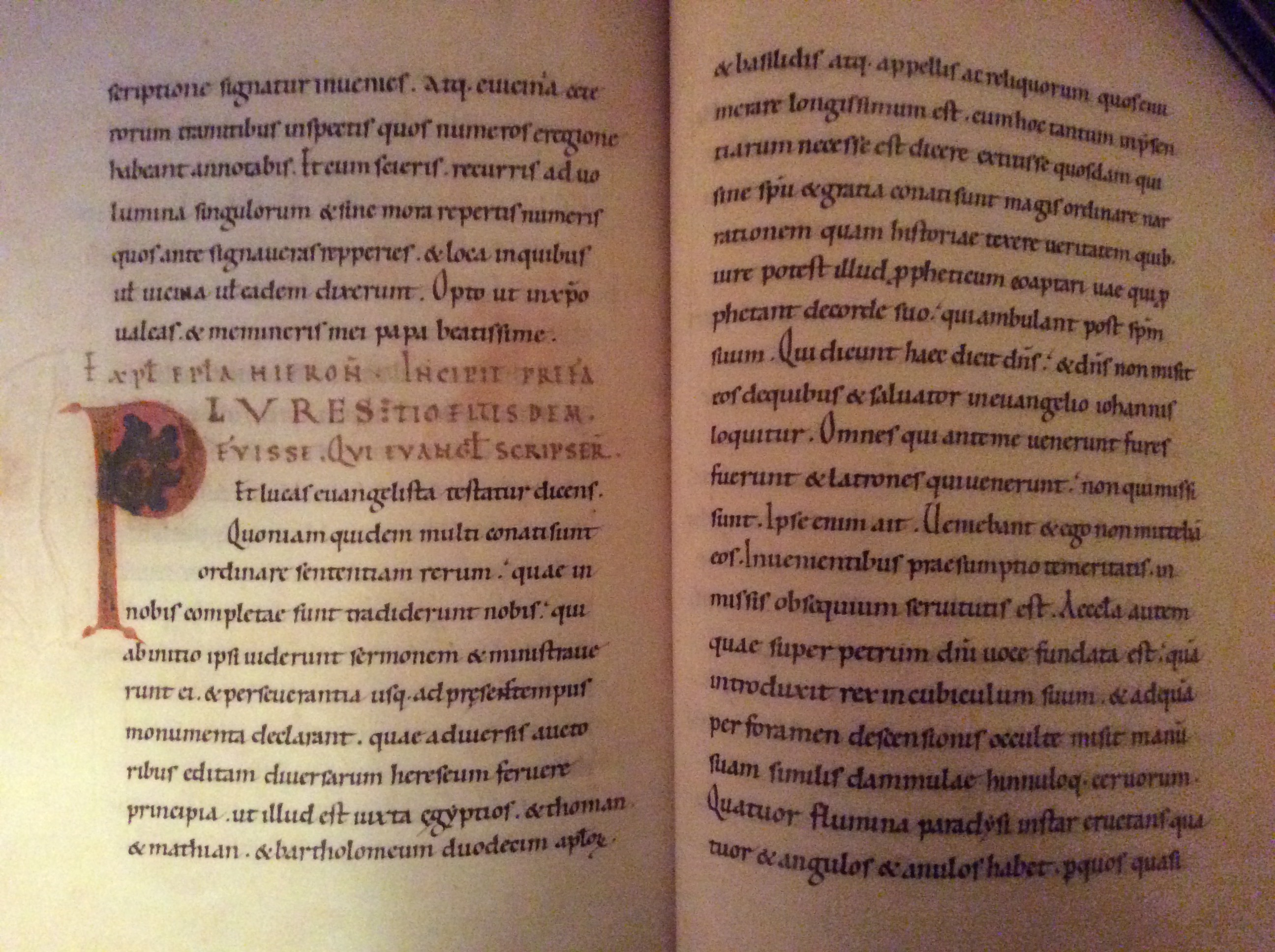
Textteil im Gerresheimer Evangeliar

- 1020/1030: Der Hidda-Codex, auch Gerresheimer Evangeliar genannt, ist eine spätottonische Prachthandschrift,  entsteht.

## Geboren

### Genaues Geburtsdatum unbekannt
- Almodis de la Marche, französische Gräfin († 1071)
- Guo Xi, chinesischer Landschaftsmaler (gest. 1090)
- Su Song, chinesischer Universalgelehrter, Erfinder, Ingenieur, Kartograph, Astronom, Mineraloge, Zoologe, Poet, Minister und Botschafter der Song-Dynastie (gest. 1101)
- Wilhelm I., Graf von Burgund und Mâcon († 1087)
- William FitzOsbern, 1. Earl of Hereford, normannischer Adeliger, Verwandter und Ratgeber von Wilhelm dem Eroberer († 1071)
- Wladimir, Fürst von Nowgorod und möglicherweise Regent von Kiew († 1052)
- Zhang Zai, chinesischer neokonfuzianischer Moralphilosoph und Kosmologe (gest. 1077)

### Geboren um 1020
- Adalbert I. von Rheinfelden, Bischof von Worms († 1070)
- Friedrich I., Bischof von Münster († 1084)
- St. Hallvard, norwegischer Heiliger und Schutzpatron von Oslo († um 1043)
- Kunigunde von Altdorf, fränkische Adelige, Stammmutter der jüngeren Welfen († 1054)
- Otto von Northeim, Herzog von Bayern, Anführer der aufständischen Sachsen im Sachsenkrieg gegen Heinrich IV. († 1083)
- 1020/1021: Solomon ibn Gabirol, jüdischer Philosoph und Dichter in al-Andalus (gest. um 1070)
- 1020/1030: Lothar Udo II., Graf von Stade und Markgraf der Nordmark († 1082)

## Gestorben

### Todesdatum gesichert
- 23. April: Meles von Bari, langobardischer Adeliger, Herzog von Apulien
- 29. August: Dodiko, Graf im sächsischen Hessengau, Ittergau und Nethegau

### Genaues Todesdatum unbekannt
- zwischen 26. September und 13. Oktober: Bernard I. Taillefer, Graf von Besalú
- Abhinavagupta, indischer Philosoph, Mystiker und Ästhet, überdies Musiker, Dichter, Dramatiker, Exeget, Theologe, Logiker und Universalgelehrter (* um 950)
- Ælfric Grammaticus, angelsächsischer Mönch und Wissenschaftler (* 955)
- Firdausi, persischer Dichter und Verfasser des persischen Nationalepos Schāhnāme (* 940)
- Géraud I., Graf von Armagnac (* vor 995)
- Hugo, Bischof von Genf
- Irmintrud von Avalgau, Pfalzgräfin von der Wetterau (* um 956)
- Theophilos I., orthodoxer Patriarch von Jerusalem
- Trdat, armenischer Architekt (* um 950)

### Gestorben um 1020
- 1001/1020: Aribo I., Graf im Chiemgau und Leobengau sowie Pfalzgraf von Bayern
- Leif Eriksson, isländischer Entdecker (* um 970)